# ジョン・ウォルド
ジョン・シラー・ウォルド(英語: John Schiller Wold, 1916年8月31日 - 2017年2月19日)は、アメリカ合衆国・ニュージャージー州出身の政治家、経営者、地質学者。 アメリカ合衆国下院議員(通算1期)。所属政党は共和党。
アメリカ下院議員を務めた最初の地質学者であった。

## 経歴・人物
1916年8月31日、ニュージャージー州イーストオレンジで生まれた。父親のピーター・アーヴィング・ウォルドは、ニューヨーク州シェネクタディのユニオン大学で物理学科長を務めていた。1938年、父親がかつて勤務していたユニオン大学を卒業し、1939年にコーネル大学で地質学の学位を取得した。第二次世界大戦中は、アメリカ海軍の海軍兵站局で物理学者として働いた後、駆逐艦の砲術士官として従軍していた。
1949年、ワイオミング州に移住し、石油会社に勤務。翌年には、自身で石油会社(ウォルド・オイル・プロパティーズ)を起業した。
1956年に政界入りし、ワイオミング州下院議員(1957年 - 1959年)を1期務め、1960年から1964年まで州共和党の委員長を務めた。1964年には、アメリカ上院議員選挙に立候補したが、民主党新人のゲイル・マッギーに破れた。
1968年アメリカ下院議員選挙で、共和党予備選で現職のウィリアム・ヘンリー・ハリソン3世下院議員を僅差で破り、本選では民主党のヴェルマ・リンフォードに3万票以上の大差を付けて当選を果たした。1970年、アメリカ上院議員選挙に再出馬した。対立候補は6年前の選挙と同じゲイル・マッギー上院議員であったが、1万4000票近い差を付けられて再びマッギーに破れることとなった。
1999年、ワイオミング大学のアメリカン・ヘリテージ・センターは、鉱物・ガス・石油部門でウォルドを「世紀のワイオミング市民」に選出した。
2002年、ウォルドは母校のユニオン大学に2000万ドルの寄付を行った。これは大学史上最高額の寄付だった。2016年、前年に亡くなった妻のジェーンを記念して、同大学に500万ドルのさらなる寄付を行った。
2017年2月19日、100歳となったウォルドはワイオミング州キャスパーで亡くなった。